# Nokia 1600

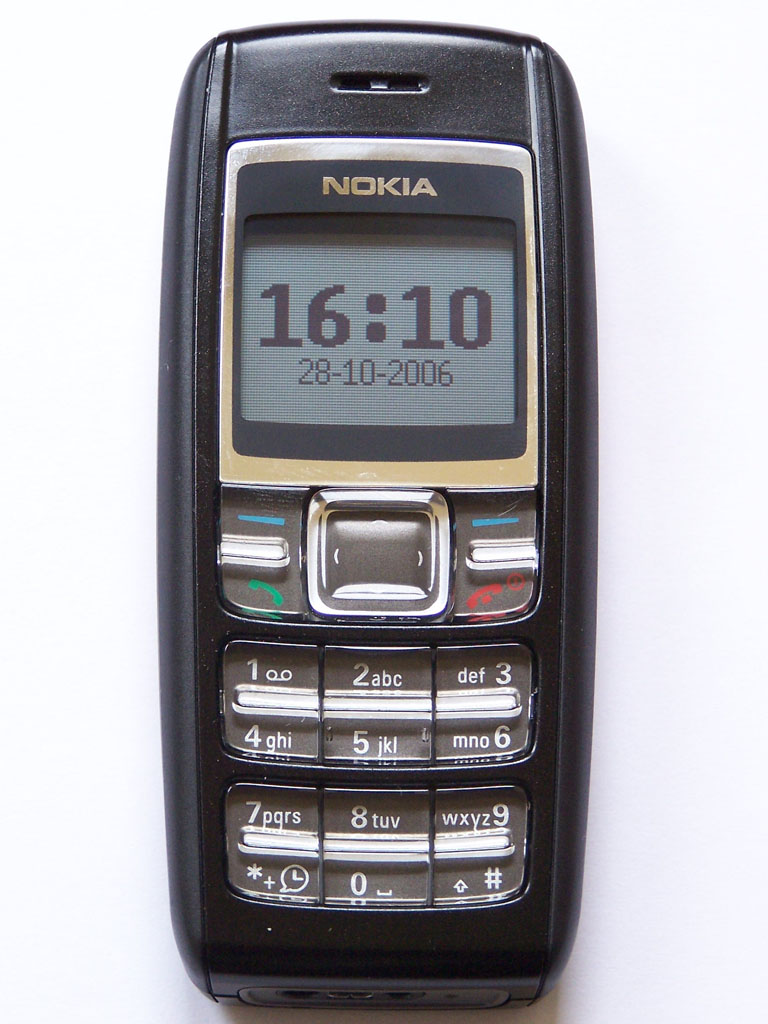
Nokia 1600

Le Nokia 1600 est un GSM pour la gamme basique de Nokia sorti en 2006. Le 1600 est conçu pour les utilisateurs de cartes GSM prépayées. Il est plus ou moins semblable au Nokia 1100 sauf qu'il possède un écran couleur.

## Fonctions
Il possède les mêmes fonctions que le Nokia 1110i à quelques différences près. Par rapport à ce dernier, il possède deux jeux supplémentaires relatifs aux sports : un jeu de football et un de cricket. Il possède aussi une vingtaine de thèmes selon la couleur désirée.

## Caractéristiques
- GSM 850 / GSM 1900
- Poids : 85 g
- Dimensions : 104 × 45 × 17 mm
- Apparence : Candy bar
- Antenne interne selim
- Durée de vie en communication : 5h35
- Durée de vie en veille : 450 heures
- Type de batterie : Lithium-Ion
- Écran LCD de 96 × 68 pixels à 65 536 couleurs
- Processeur 16 bits[1]